# カリフォルニア・ガールズ (ザ・ビーチ・ボーイズの曲)
「カリフォルニア・ガールズ」（California Girls）は、ザ・ビーチ・ボーイズが1965年に発表した楽曲。
ローリング・ストーンの選ぶオールタイム・グレイテスト・ソング500（2010年版）では72位にランクされている。

## 概要
作詞作曲はブライアン・ウィルソンとマイク・ラヴ。バッハの「主よ、人の望みの喜びよ」のリズムから着想を得ていると言われ、制作にあたってはドリフターズの「オン・ブロードウェイ」（1963年）の持つ空気や質感がウィルソンの頭にあったと言われている。
バッキング・トラックの録音は1965年4月6日、ロサンゼルスのユナイテッド・ウェスタン・レコーダーズで行われた。参加ミュージシャンはキャロル・ケイ（ベース）、ハル・ブレイン（ドラムズ）、ハワード・ロバーツ（ギター）、レオン・ラッセル（ピアノ）、アル・デ・ローリー（オルガン）、フランク・キャップ（ヴィブラフォン）、ビリー・ストレンジ（タンバリン）など。ボーカルの録音は同年6月4日、ロサンゼルスのCBSコロムビア・スクエアで行われた。CBSコロムビアが導入したばかりの8トラック・レコーダーでリード・ボーカルやコーラスは録られ、ブルース・ジョンストンが初めてグループのレコーディングに参加した。リード・ボーカルはマイク・ラヴが担当した。
1965年7月5日発売のアルバム『サマー・デイズ』に収録され、7月12日にシングルカットされた。B面は「レット・ヒム・ラン・ワイルド」。ビルボード・Hot 100で3位、イギリスで26位、カナダで2位を記録した。

## カバー・バージョン
- レイフ・ギャレット - 1977年のアルバム『Leif Garrett』に収録。
- ジャン&ディーン - 1982年のアルバム『One Summer Night/Live』に収録。
- デイヴィッド・リー・ロス - 1984年のシングル。全米3位を記録した。
- ナンシー・シナトラ - 2002年のアルバム『California Girl』に収録[6]。